# Stora Fjäderäggs fyr
Stora Fjäderägg är en fyr på ön Stora Fjäderägg i Kvarken belägen öster om Holmön utanför Umeå. Fyren invigdes 1851, avbemannades på 1960-talet och släcktes 2008. Vid fyren finns en bevarad fyrmästarbostad, fyrvaktarbostäder samt ekonomibyggnader som används som fågelstation och vandrarhem sommarhalvåret. Med undantag för några bodar vid hamnen på södra delen av ön är fyrplatsen den enda bebyggelsen på Stora Fjäderägg.

## Historik
Beslutet att uppföra en fyr på Stora Fjäderägg tog 1850 och fyrplatsen anlades 1851. Fyrtornet uppfördes i tegel i cylindrisk form och var ursprungligen cirka sex meter högt. I toppen av fyren monterades en spegelapparat bestående av åtta paraboliska speglar med rovoljelampor inom en lanternin av järn. Samtidigt uppfördes bostadshus i timmer och en bodlänga sammanbyggt med utedass. Alla byggnader ritades av C. Sandell.
Det ursprungliga fyrtornet byggdes om 1914 och blev dubbelt så högt, den nya delen uppfördes i betong och kröntes av en lanternin. Först 1921 levererades en linsapparat. Fyren automatiserades på 1960-talet och en radiofyr installerades. Sjöfartsverket meddelade 2008 att fyren skulle släckas.

## Bilder

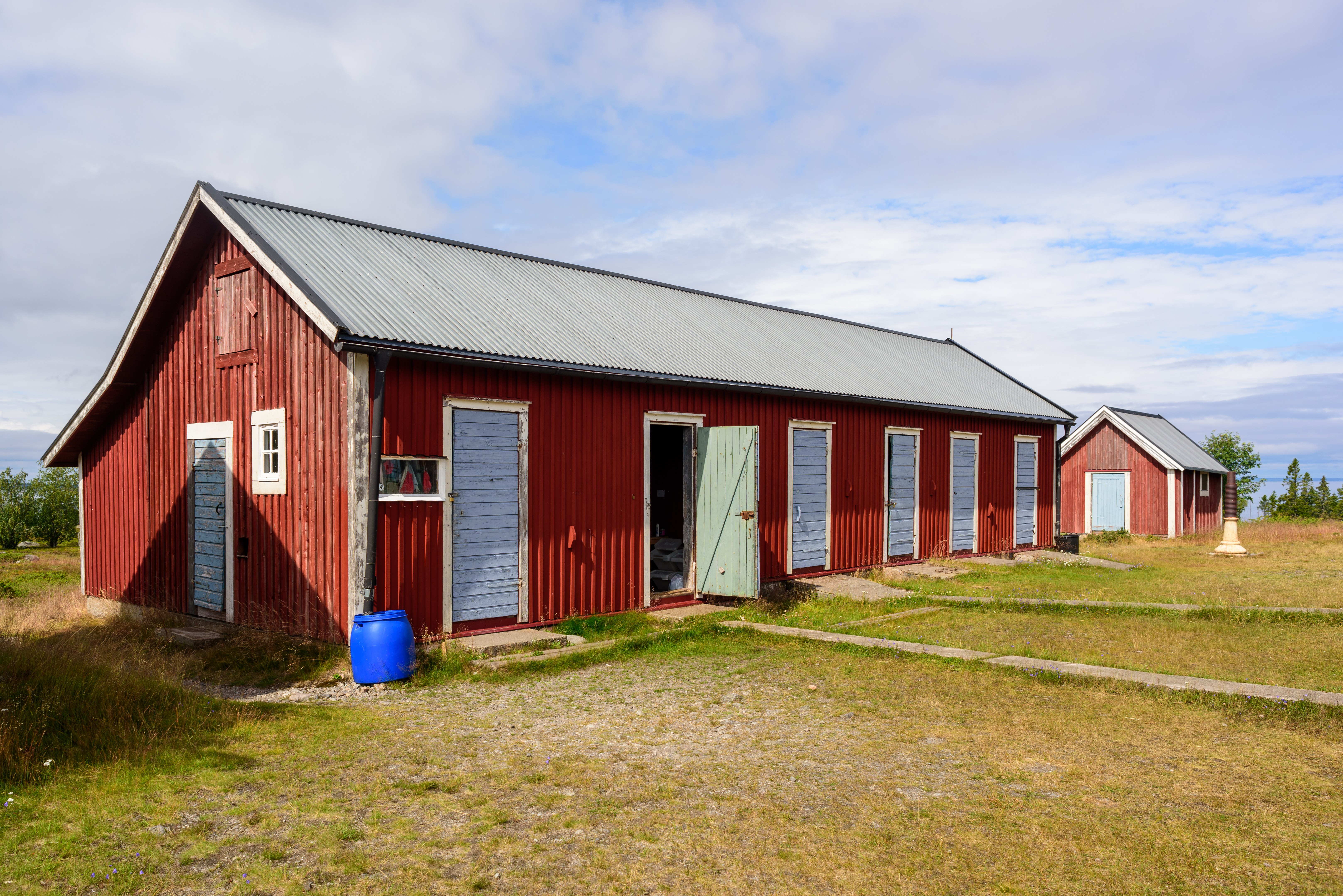
Uthus- och dasslänga.
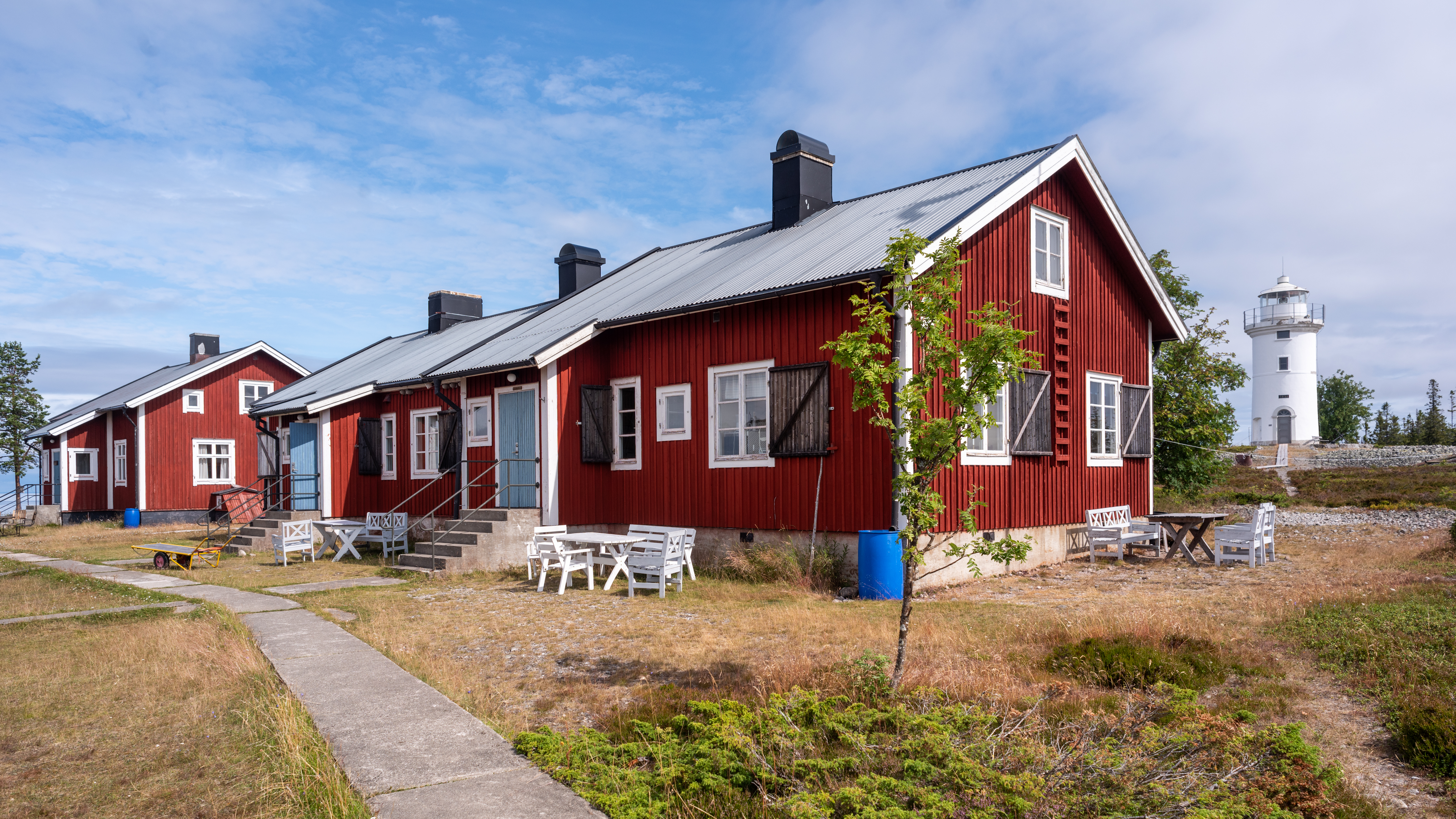
Fyrvaktarbostäderna som inrymmer vandrarhemmet under sommaren med fyrmästarbostaden i bakgrunden.
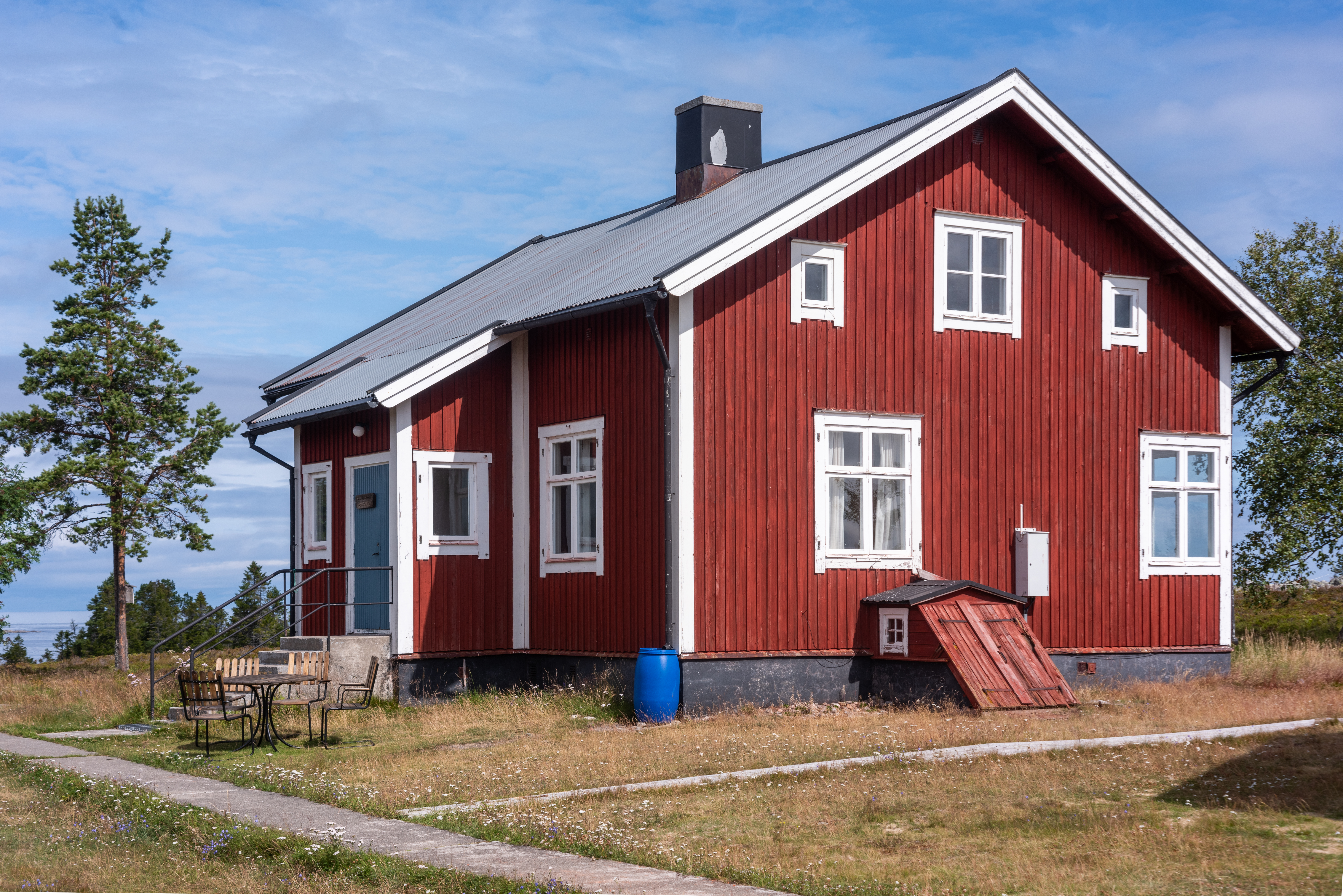
Fyrmästarbostaden som inrymmer Stora Fjäderäggs fågelstation.